# David Millar

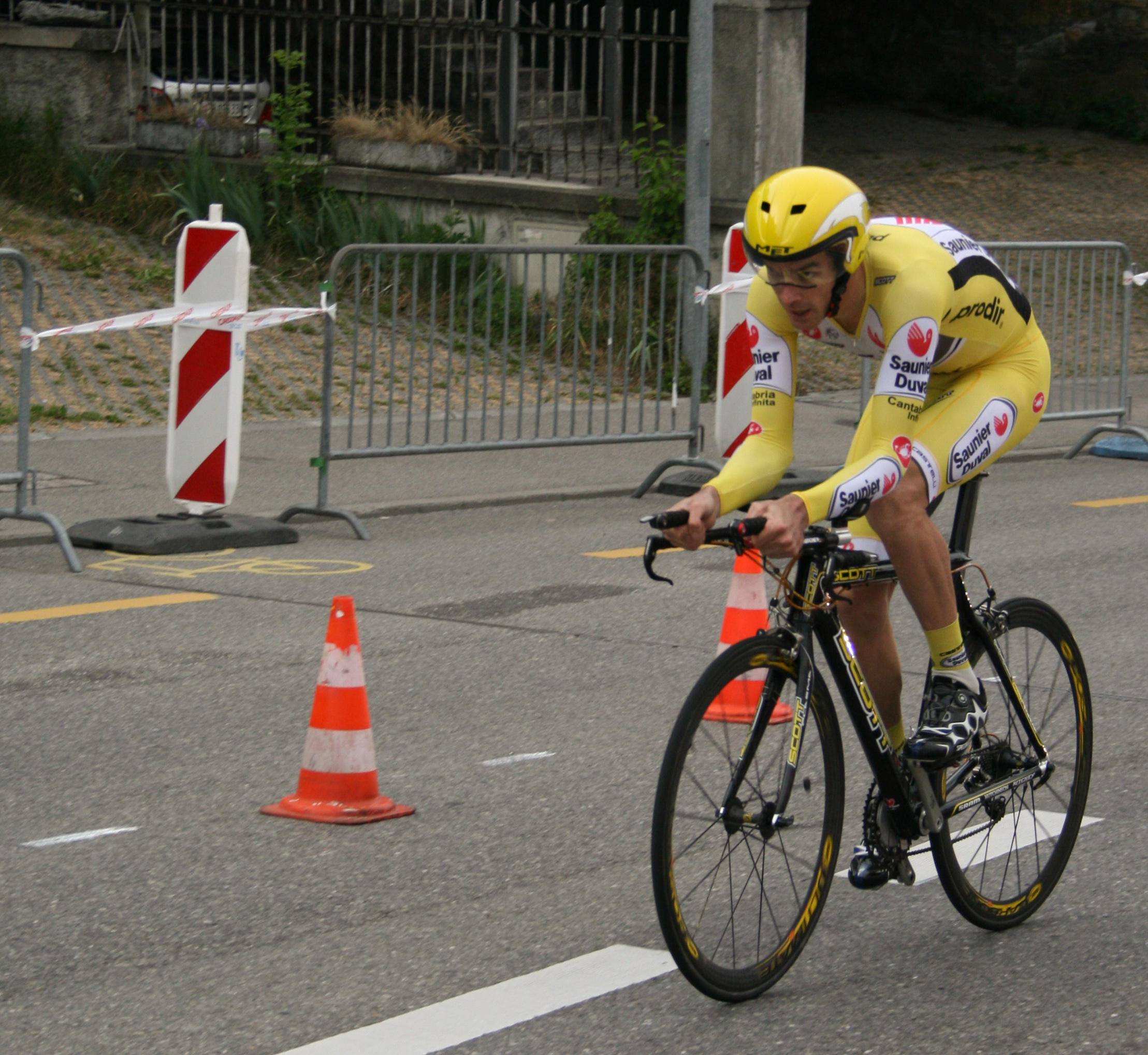
David Millar al pròleg del Tour de Romandia 2007.

David Millar (Mtarfa, Malta, 4 de gener del 1977) és un ciclista professional escocès que fou professional entre el 1997 i el 2014. Especialista en contrarellotge, en el seu palmarès destaquen tres etapes del Tour de França, cinc a la Volta a Espanya i una al Giro d'Itàlia, entre moltes altres victòries. Uns mesos abans del Tour de França de 2004, Millar va ser sancionat durant dos anys per un cas de dopatge.

## Primeres temporades
Millar va ser una de les revelacions del Tour de França 2000, en què va guanyar el pròleg i va dur el maillot jaune durant uns quants dies. El 2001 no va poder repetir el seu èxit a causa d'una caiguda, i el 2002 va acabar cinquè del pròleg. Al Tour del Centenari, una de les raríssimes ocasions en què el Tour ha sortit de París, va perdre el pròleg per centèsimes de segon després que se li saltés la cadena a l'últim quilòmetre. Millar i el seu director esportiu Alain Bondue es van donar les culpes mútuament, i l'australià Bradley McGee va endur-se el pròleg i el primer mallot groc.
La victòria d'etapa que va aconseguir a la Volta a Espanya 2001 va alimentar les esperances que algun dia guanyés el Tour de França, ja que es tractava d'una dura etapa de muntanya en què va arribar escapat amb Santiago Botero. Tanmateix, el mateix Millar ha dit que si un dia intenta guanyar el Tour, cal que estigui segur que pot guanyar la cursa, no només aconseguir una bona posició a la general. Se'l coneix per parlar clar i ras, i va abandonar la Vuelta del 2002 per protestar per la mala elecció de la ruta i pel recorregut perillós. Ja havia caigut unes quantes vegades durant l'etapa i, a pocs metres de la meta, Millar es va arrancar el dorsal i va abandonar.

## Cas de dopatge
Millar, un contrarellotjista, s'estava preparant per competir a les proves en pista dels Jocs Olímpics d'Estiu de 2004 quan la policia va fer un registre a casa seva, on van trobar xeringues amb eritropoetina. Millar va reconèixer haver usat EPO el 2001 i el 2003, i va dir que ho va fer per l'alt nivell d'estrès que li havien provocat fets com l'incident del pròleg del Tour del 2003 o els mundials de ciclisme contrarellotge del 2001, en què va alçar els braços a la línia de meta, pensant que guanyaria, però l'alemany Jan Ullrich va aconseguir retallar diferències en l'últim sector i el va acabar superant.
L'agost del 2004, British Cycling li va imposar una sanció de dos anys sense competir. Millar també va perdre la seva medalla d'or del mundial contrarellothe del 2003, que va anar a parar a Michael Rogers. El seu equip, el Cofidis, el va despatxar i va prendre's un any sabàtic del ciclisme per trobar quins altres ciclistes de l'equip estaven implicats en l'afer. Finalment, diversos altres ciclistes i ajudants van ser despatxats per estar implicats en el mateix cas que Millar.

## Tornada al ciclisme
Tot i que la seva sanció expirava només una setmana abans del Tour de França 2006, l'equip Saunier Duval-Prodir li va oferir l'oportunitat de participar en la ronda francesa. Millar va acabar dissetè al pròleg d'Estrasburg i onzè a l'última contrarellotge. Va acabar el Tour en 59a posició.
A la Volta a Espanya 2006, Millar va completar el seu retorn al ciclisme d'elit amb una victòria a la primera contrarellotge individual a Conca.
El 3 d'octubre, Millar va guanyar la persecució individual de 4.000 metres als campionats britànics amb un temps de 4'22"32.
Se'l va jutjar, juntament amb nou altres acusats, per violar les lleis antidopatge de França. Però com que el tribunal francès va declarar que no es podia demostrar que Millar s'havia dopat en territori francès, no se'l podia condemnar.
Va començar el 2007 amb una victòria al pròleg de la París-Niça.

## Palmarès
- 1997
  - Vencedor d'una etapa al Tour de l'Avenir
- 1998
  - Vencedor de 2 etapes al Tour de l'Avenir
  - Vencedor d'una etapa als Tres dies de La Panne
- 2000
  - Vencedor d'una etapa al Tour de França
  - Vencedor d'una etapa de la Ruta del Sud
- 2001
  - 1r a la Volta a Dinamarca i vencedor d'una etapa
  - 1r al Circuit de La Sarthe i vencedor de 2 etapes
  - Vencedor de 2 etapes de la Volta a Espanya
  - Vencedor d'una etapa de l'Euskal Bizikleta
- 2002
  - Vencedor d'una etapa al Tour de França
- 2003
  - 1r al Tour de Picardia
  - Vencedor d'una etapa al Tour de França
  - Vencedor d'una etapa de la Volta a Espanya
  - Vencedor d'una etapa als Tres dies de Flandes Occidental
  - Vencedor d'una etapa de la Volta a Burgos
- 2006
  - Vencedor d'una etapa de la Volta a Espanya
  -  Campió del Regne Unit de persecució
- 2007
  -  Campió del Regne Unit en ruta
  -  Campió del Regne Unit en contrarellotge
  - Vencedor d'una etapa de la París-Niça
- 2009
  - Vencedor d'una etapa de la Volta a Espanya
- 2010
  - 1r als Tres dies de La Panne i vencedor d'una etapa
  - 1r a la Crono de les Nacions-Les Herbiers-Vendée
  - Vencedor d'una etapa del Critèrium Internacional
  -  Medalla d'or de contrarellotge als Jocs de la Commonwealth
  -  Medalla de plata al Campionat del Món de contrarellotge
  -  Medalla de bronze en la cursa en línia als Jocs de la Commonwealth
- 2011
  - Vencedor d'una etapa al Giro d'Itàlia
- 2012
  - Vencedor de la 12a etapa al Tour de França

### Resultats al Tour de França
- 2000. 62è de la classificació general. Vencedor d'una etapa  Mallot groc durant 3 etapes
- 2001. Abandona (10a etapa)
- 2002. 68è de la classificació general. Vencedor d'una etapa
- 2003. 55è de la classificació general. Vencedor d'una etapa
- 2006. 58è de la classificació general
- 2007. 69è de la classificació general
- 2008. 68è de la classificació general
- 2009. 85è de la classificació general
- 2010. 158è de la classificació general
- 2011. 76è de la classificació general
- 2012. 106è de la classificació general. Vencedor de la 12a etapa
- 2013. 113è de la classificació general

### Resultats al Giro d'Itàlia
- 2008. 94è de la classificació general
- 2009. Abandona (15a etapa)
- 2010. Abandona (13a etapa)
- 2011. 100è de la classificació general. Vencedor d'una etapa.  Porta la maglia rosa durant 2 etapes
- 2013. Abandona (14a etapa)

### Resultats a la Volta a Espanya
- 2001. 41è de la classificació general. Vencedor de 2 etapes
- 2002. Abandona
- 2003. 102è de la classificació general. Vencedor d'una etapa
- 2006. 64è de la classificació general. Vencedor d'una etapa
- 2009. 80è de la classificació general. Vencedor d'una etapa
- 2010. 109è de la classificació general
- 2014. 144è de la classificació general